# Castellet-lès-Sausses

Castellet-lès-Sausses este o comună în departamentul Alpes-de-Haute-Provence din sud-estul Franței. În 1 ianuarie 2022 avea o populație de 140 de locuitori.